# Semifinales de la Copa Mundial Femenina de Fútbol Sub-20 de 2016
En las Semifinales de la Copa Mundial Femenina de Fútbol Sub-20 de 2016, realizada en Papúa Nueva Guinea, participaran cuatro equipos. Estos se distribuyeron en dos parejas. Cada pareja se enfrentó en un único partido de 90 minutos. En aquellos encuentros en los que no pudo definirse un ganador durante el período regular, tuvo lugar una prórroga de dos tiempos de 15 minutos. En caso de que el partido se mantuviese igualado tras esa extensión, se practicaran tiros desde el punto penal.

## Sedes

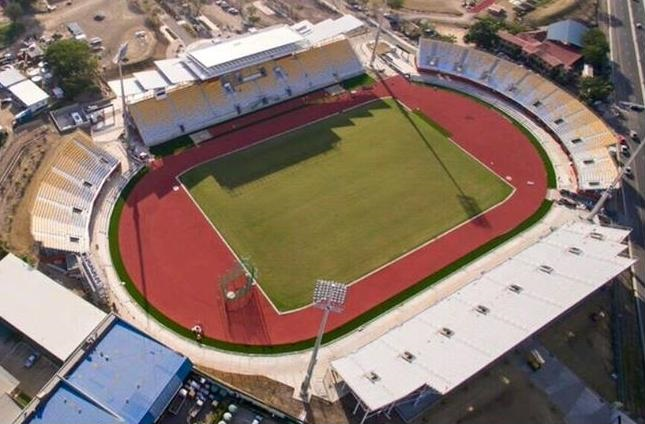
Estadio Sir John Guise 15.000 espectadores Puerto Moresby

## Enfrentamientos
| 29 de noviembre de 2016, 16:00 | Corea del Norte        | 2:1 (1:1, 0:0) (t. s.) | Estados Unidos | Estadio Sir John Guise, Puerto Moresby                 |                                                        |
|                                | Jon 50' · Ri H. S. 91' | Reporte                | Jacobs 89'     | Asistencia: 5037 espectadores Árbitra: Katalin Kulcsár | Asistencia: 5037 espectadores Árbitra: Katalin Kulcsár |

| 29 de noviembre de 2016, 19:30 | Japón       | 1:2 (0:0, 0:0) (t. s.) | Francia                  | Estadio Sir John Guise, Puerto Moresby                           |                                                                  |
|                                | Momiki 109' | Reporte                | Mateo 99' · Gathrat 101' | Asistencia: 11 313 espectadores Árbitra: Melissa Borjas Pastrana | Asistencia: 11 313 espectadores Árbitra: Melissa Borjas Pastrana |

Los dos equipos ganadores pasaran a la final del torneo.